# Султанбекова, Чолпон Аалыевна
Чолпон Аалыевна Султанбекова (род. 19 августа 1969) — киргизский политический и государственный деятель, депутат Жогорку Кенеша V и VI созывов, вице-спикер Жогорку Кенеша V созыва, экс-вице-премьер-министр Кыргызской Республики.

## Биография
Чолпон Султанбекова родилась 19 августа 1969 года в Бишкеке (тогда Фрунзе). В 1991 году окончила Мичуринский государственный педагогический институт. В 2006 году окончила юридический факультет Кыргызской государственной юридической академии. В 2007 году окончила Дипломатическую академию МИДа КР им. К. Дикамбаева по специальности «международные отношения».
Султанбекова работала в ЗАГСе в Джалал-Абаде, прежде чем стать генеральным директором ОсОО «Палван» в Оше в 1995 году. Она была президентом Конгресса женщин Кыргызской Республики по южному региону с 2000 по 2001 год, а в 2005 году она основала НПО «Эко-гармония Женщин».
После убийства её мужа в 2005 году она баллотировалась на его место в парламенте, представляя округ Кадамжай на дополнительных выборах 2006 года, но потерпела поражение. В 2005 году она была избрана президентом Международной федерация борьбы на поясах «Алыш».
С 2010 по 2015 гг. Султанбекова Чолпон являлась членом политической партии «Республика». C 2012 по 2015 гг. Заместитель лидера фракции парламентской партии “Республика”.
Султанбекова была избрана членом Жогорку Кенеша на парламентских выборах 2010 года. Она стала председателем Комитета по молодёжной политике и спорту Жогорку Кенеша в 2010 году, а в 2013 году была заместителем председателя Комитета по образованию, науке, культуре и спорту.
В 2011 году была инициатором и идейным вдохновителем Закона Кыргызской Республики “О внесении изменения в Закон Кыргызской Республики “О национальных видах спорта”. Данное изменение касалось того, что ассигнования на финансирование национальных видов спорта указываются в республиканском бюджете Кыргызской Республики отдельной строкой. Этот Закон КР послужил основанием для создания Дирекции по национальным видам спорта при Государственном агентстве по делам молодёжи, физической культуры и спорта при Правительстве Кыргызской Республики.
В октябре 2013 года она была избрана вице-спикером парламента.
В 2015 году избрана депутатом Жогорку Кенеша VI созыва по партийному списку политической партии “Кыргызстан”.
Была заместителем председателя Комитета по конституционному законодательству, государственному устройству, судебно-правовым вопросам и Регламенту Жогорку Кенеша Кыргызской Республики.
С 25 января 2015 года по 22 января 2017 года она была членом Парламентской ассамблеи Совета Европы.
C 9 ноября 2016 года по 20 апреля 2018 года занимала пост вице-премьер-министра Кыргызской Республики по социальным вопросам.
В 2017 году возглавляла правительственную экспедицию по поддержке соотечественников в рамках достигнутых договорённостей между Кыргызстаном и Афганистаном (гуманитарная помощь кыргызам, проживающим на Малом и Большом Памире, предоставление медицинской помощи и др.). По итогам экспедиции в Кыргызстан прибыли 34 человека. В настоящее время памирские кыргызы проживают в Алайском районе Ошской области.
С 5 августа 2018 года является Президентом Комитета поясной борьбы Объединённого мира борьбы (UWW). Её кандидатура была утверждена на собрании бюро организации в Риме.
C 2012 года Академик Института Истории Народов Средней Азии им. Махпират.
Государственный советник государственной службы Кыргызской Республики третьего класса, 2013 г.
Отличник физической культуры и спорта Кыргызской Республики, 2013 г.
Отличник образования Кыргызской Республики, 2015 г.

## Награды
- Орден «Данк» (2022)[10]
- Почётная грамота Кыргызской Республики.
- Орден ФИЛА[3].
- Награждена специальным орденом “Дружбы народов” Международной спортивной премии “Золотой Мангуст”, 07.09.2019 г.
- Награждена нагрудным знаком “Отличник спорта” Министерства культуры и спорта Республики Казахстан, 02.08.2019 г.
- Награждена памятным знаком “В память о ликвидации последствий катастрофы на ЧАЭС 30 лет”, Международная организация “Союз Чернобиль”, 26.04.2017 г.
- Почётная грамота Президиума Народного Собрания (Парламента) Карачаево-Черкесской Республики, 13.04.2015 г.
- Награждена нагрудным знаком “За заслуги” Российского союза Ветеранов Афганистана.
- Медаль Межгосударственного фонда гуманитарного сотрудничества государств-участников СНГ.
- Почётный гражданин Кадамжайского района, 2010 г.
- Почётный гражданин г. Пенсакола, штат Флорида, США, 29.03.2012 г.

## Ведомственные награды
- Награждена нагрудным знаком Государственной службы миграции при Правительстве Кыргызской Республики “Шериктештик учун”, 12.10.2020 г.
- Награждена нагрудным знаком “Датка айым” Министерства внутренних дел Кыргызской Республики, 05.03.2018 г.
- Награждена юбилейным нагрудным знаком Института Акыйкатчы (Омбудсмена) Кыргызской Республики, 07.12.2017 г.
- Награждена юбилейной медалью “Кыргыз милициясы 90 жыл” Министерства внутренних дел Кыргызской Республики, 27.10.2014 г.
- Награждена медалью “Мээримдуулук” Республиканского Совета Ветеранов Войны в Афганистане, 06.04.2012 г.
- Награждена памятной медалью “20 лет Совету Ветеранов войны в Афганистане КР”, 24.09.2010 г.
- Награждена нагрудным знаком Генерального штаба Кыргызской Республики “За укрепление военного сотрудничества”.

## Личная жизнь
Султанбекова была замужем за Баяманом Эркинбаевым, но он был застрелен на пороге своего дома 21 сентября 2005 года.
Мать троих детей.